# Powiat Posen-West
Powiat Posen-West (niem. Kreis Posen-West, pol. powiat poznański zachodni) – niemiecki powiat istniejący w okresie od 1887 do 1919 r. na terenie prowincji poznańskiej.
Powiat Posen-West z siedzibą w Poznaniu utworzono w 1887 r. z zachodniej części zlikwidowanego powiatu Posen. W 1918 r. w prowincji poznańskiej wybuchło powstanie wielkopolskie przeciwko rządom niemieckim i powiat znalazł się pod kontrolą powstańców. W ramach traktatu wersalskiego z 1919 r. terytorium powiatu Posen-West trafiło do państwa polskiego.
W 1910 r. powiat obejmował 120 gmin o powierzchni 637,80 km² zamieszkanych przez 43.129 osób.
W czasie powstania wielkopolskiego cały powiat został opanowany przez powstańców – na mocy rozejmu w Trewirze (16 lutego 1919) znalazł się po polskiej stronie linii demarkacyjnej. Na mocy postanowień traktatu wersalskiego został włączony do II Rzeczypospolitej.